# くじら浜公園
くじら浜公園（くじらはまこうえん）は、和歌山県東牟婁郡太地町にある公園である。吉野熊野国立公園内に位置する。

## 主な公園施設

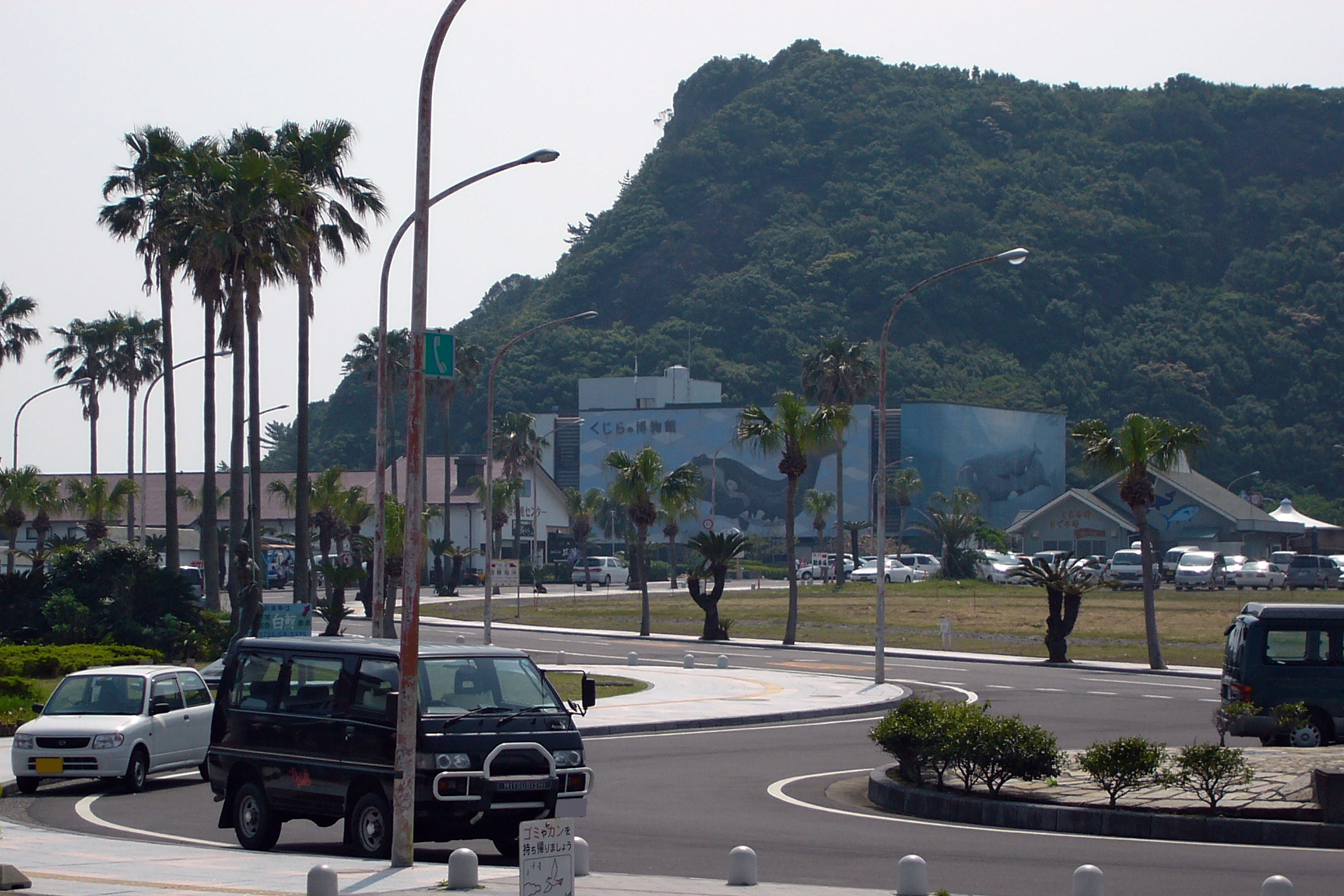
博物館遠景（太地港側から撮影）

太地町立くじらの博物館の施設と捕鯨船資料館はくじらの博物館と同じ入場券で入場することができる。
太地町立くじらの博物館
くじらの博物館
シロナガスクジラの全身骨格標本（レプリカ）
海洋水族館（マリナリュウム）
熊野灘の魚とマダライルカ、スジイルカなどが飼育展示されている。
かつては太地町で発見された腹びれのある雌のハンドウイルカ「はるか」の飼育展示を本館の大水槽で行っていた。 はるか は2006年10月28日に同町の畠尻湾（はたけじりわん）で行われた追い込み漁により捕獲され、翌29日早朝に漁師が はるか の腹の突起物に気づき、くじらの博物館副館長・白水博（獣医師）が腹に一対のひれがあることを確認した。2008年に研究プロジェクト運営委員会が発足し、本館と東京海洋大学の研究者が繁殖と行動、遺伝子、形態について研究しており、繁殖させる計画がある。過去に腹に突起物があるイルカの発見例が8例あるが、突起物の形状が棒のような形をしており、 明確にひれの形を持つ例は はるか が初めてであり、また生体として発見された例も はるか が初めてである。通称「腹びれいるか」。
クジラショーエリア
自然の入り江を利用したプールである。コビレゴンドウ、オキゴンドウ、ハナゴンドウのショーが行われている。
関西で唯一シャチのショーが行われていたが、繁殖・学術研究のため2010年6月17日に名古屋港水族館にシャチを譲渡したので現在は行われていない。現在は神戸須磨シーワールド、名古屋港水族館、鴨川シーワールドの3館である。餌あげなどでイルカやクジラとふれあえるイベントを行っている。
イルカショープール
ハンドウイルカのショーが行われている（かつてはカマイルカ・アシカのショーが行われていた）。
イルカ館
勢子舟展示場
太地町立石垣記念館
太地町出身の画家・石垣栄太郎の作品展示などが行われている。

### かつてあった公園施設
熱帯植物園
1973年5月に開園。くじらの博物館と同じ入場券で入場することができた。17,177m2の敷地には温室があり、バナナ・パイナップル・コーヒーノキ・アボカドなどの熱帯果樹やハイビスカスなどの花木を飼育していた。「レストランフラワー」も併設されていた。現在、建物は取り壊されているが、園内にあったキリンなどの動物の模型は残っている。
ラッコ館
かつて太地町立くじらの博物館にあった施設。ラッコの飼育をしていた。
捕鯨船資料館
1979年4月1日に開館。かつて捕鯨で活躍した捕鯨船「第11京丸」を使って捕鯨の資料展示を行った。
2010年11月15日に老朽化の為、閉館。船も解体された。
跡地には捕鯨船「第1京丸」が陸揚げされ、展示されている。

## アクセス
- JR紀勢本線太地駅下車、町営バス10分
- JR紀勢本線紀伊勝浦駅下車、紀の松島遊覧船30分

## 周辺情報
- 紀の松島
- 落合博満野球記念館
- 串本海中公園